# Ecuador a 2018. évi téli olimpiai játékokon
Ecuador a dél-koreai Phjongcshangban megrendezett 2018. évi téli olimpiai játékok egyik részt vevő nemzete volt. Az országot az olimpián 1 sportágban 1 sportoló képviselte, aki érmet nem szerzett.

## Sífutás
Távolsági
Férfi
| Versenyző                 | Versenyszám | Idő     | Helyezés |
| ------------------------- | ----------- | ------- | -------- |
| Klaus Jungbluth Rodriguez | 15 km       | 53:30,1 | 108.     |